# رودیسلاو چیژیکوف
رودیسلاو چیژیکوف (روسی: Родислав Матвеевич Чижиков؛ ۱۳ فوریهٔ ۱۹۲۹ – ۳ مارس ۲۰۱۰) دوچرخه‌سوار اهل اتحاد جماهیر شوروی سوسیالیستی بود.